# Elisabeth Herrmann
Elisabeth Herrmann (ur. 1959 w Marburgu) – niemiecka pisarka, tworząca głównie kryminały.

## Powieści

### Seria Sanela Beara
- Wioska morderców, Prószyński i S-ka[1] (Das Dorf der Mörder)
- Śnieżny wędrowiec, Prószyński i S-ka[2] (Der Schneegänger)

### Seria Joachim Vernau
- Opiekunka do dzieci (Das Kindermädchen (2005), ISBN 978-3-434-53138-8)
- Die siebte Stunde (2007), ISBN 978-3-471-79553-8.
- Die letzte Instanz (2009), ISBN 978-3-471-35005-8.
- Versunkene Gräber (2013), ISBN 978-3-442-47995-5.
- Totengebet (2016), ISBN 978-3-442-48249-8.

## Filmy
- Die letzte Instanz[3]
- Schattengrund[4]